# Kamen iz Rosette
Kamen iz Rosette je temni granodioritni kamen (pogosto napačno označen kot bazaltni), ki je raziskovalcem omogočil razvozlavo hieroglifov. Na njem je vklesano enako besedilo v egipčanskih hieroglifih, egipčanski demotski pisavi in grščini. 15. julija 1799 ga je odkrila francoska vojska v bližini Rosette (danes Rašid) v zahodnem delu Nilove delte v Egiptu. 
Francoski jezikoslovec Jean-François Champollion je leta 1822 po natančnem preučevanju kamna uspešno razvozlal hieroglife, pri čemer si je pomagal z odličnim znanjem grščine in drugih orientalskih jezikov. Naslednje leto (1823) mu je sledil Thomas Young.
Kamen od leta 1802 stoji v Britanskem muzeju, kopija pa v Egipčanskem muzeju.

## Vsebina besedila
Na kamnu je v treh pisavah vklesana odredba Ptolemajcev iz leta 196 pr. n. št. Grški del se začne kot: Basileuontos tou neou kai paralabontos tén basileian para tou patros... (Novi kralj, ki je prejel kraljevsko dostojanstvo od svojega očeta...) Odredbo je izdal Ptolemaj V. in opisuje različne davke, ki jih je preklical. Pri enem davku se pojavlja merska enota ardeb (grško artabai) na arouro. Dana so navodila, kako naj postavijo kipe v templjih in, da bo odredba objavljena v pisavi božjih besed (hieroglifih), pisavi ljudstva (demotski pisavi) in v pisavi vinenskega jezika (grščine, beseda je sorodna z jonskim narečjem).

## Zgodovina kamna
Francoski stotnik Pierre-François Bouchard (1772–1822) je odkril kamen v egipčanskem pristanišču Rosetta (danes Rašid) 15. julija 1799. Nekaj znanstvenikov je sodelovalo pri Napoleonovem bojnem pohodu na Egipt med letoma 1798 in 1801. Ko je Napoleon leta 1798 v Kairu ustanovil Egipčanski inštitut, je približno 50 znanstvenikov postalo njegovih članov. Bouchard je našel črni kamen pri vodenju utrjevalnih del pri porušenem Fort de Rachid, tedaj že Fort Julien 7,5 km severozahodno od Rosette. Takoj je spoznal pomembnost kamna in ga pokazal generalu Abdallahu Jacquesu de Monou, ki je odločil, da ga morajo prepeljati v inštitut. Kamen je v Kairo prispel avgusta 1799.
Leta 1801 so se morali Francozi predati. Nastal je spor o odkritjih znanstvenikov. Francozi so jih želeli obdržati, Britanci pa so jih v imenu kralja Jurija III. zaplenili.
Francoski naravoslovec Étienne Geoffroy Saint-Hilaire je v pismu angleškemu diplomatu Williamu Richardu Hamiltonu zagrozil, da bodo zažgali vsa svoja odkritja in pomenljivo pokazal na požig Aleksandrijske knjižnice. Britanci so popustili in so zahtevali le izročitev spomenikov. Francozi so hoteli kamen skriti v čolnu navkljub pridržkom vdaje, vendar niso uspeli. Lahko so zadržali vtiske, ki so jih naredili pred natovarjanjem v Aleksandriji.
Ko je kamen prispel v Veliko Britanijo, so ga predstavili v Britanskem muzeju, kjer ga od leta 1802 neprestano hranijo.
Na kamen so dodali belo pobarvana napisa, na levi strani 'V Egiptu leta 1801 zasegla Britanska vojska' in na desni 'Predstavil kralj Jurij III.'. Leta 1998 je Britanski muzej očistil kamen, vendar teh dveh napisov niso odstranili. Zaradi primerjav niso očistili tudi majhnega dela na spodnjem levem koncu.
Julija 2003 so Egipčani zahtevali vrnitev kamna iz Rosette. Glavni tajnik Vrhovnega sveta za starine v Kairu dr. Zahi Havass je povedal novinarjem: Če Britanci želijo ostati v spominu, če si želijo vrniti ugled, naj prostovoljno vrnejo kamen, ker predstavlja ikono naše egipčanske istovetnosti.